# Teatr Rzeczypospolitej
Teatr Rzeczypospolitej – teatr impresaryjno-promocyjny w Warszawie działający w latach 1983–1990, narodowa instytucja kultury; od 1987 organizował Warszawskie Spotkania Teatralne.

## Historia
Teatr Rzeczypospolitej, pomyślany jako reprezentacyjna instytucja, poprzez organizację gościnnych występów promująca najciekawsze produkcje współczesnego polskiego teatru, powołany został w Warszawie 14 kwietnia 1983 - w trzy i pół miesiąca po zawieszeniu stanu wojennego. Zlokalizowany w Pałacu Kultury i Nauki w dotychczasowych wnętrzach Teatru Dramatycznego m. Stołecznego Warszawy i przewidziany jako jedyny w przyszłości użytkownik tych wnętrz, miał stać się kolejną formą represji ówczesnych władz wobec opozycyjnego środowiska teatralnego Warszawy - po wcześniejszym (5 stycznia 1983) odwołaniu z dyrekcji tej zasłużonej sceny długoletniego dyrektora i kierownika artystycznego, Gustawa Holoubka. Równocześnie z tą znaczącą dymisją powołano oficjalnie „pełnomocnika Ministra Kultury i Sztuki” (którym był wówczas prof. dr Kazimierz Żygulski) „do spraw organizacji i realizacji Teatru Rzeczypospolitej” w osobie byłego dyrektora Teatru Muzycznego z Wybrzeża, znanego tam działacza – Andrzeja Cybulskiego. Jego ożywiona w przyjętym zakresie powinności publicystyczno-programowa działalność prowadzona w stołecznych środowiskach, prasie i środkach przekazu, w wyniku tej nominacji okazała się jednak szczególnie niepopularna, a sama idea uległa kompromitacji.
Nieoczekiwanie dyrektorem i kierownikiem artystycznym tworzonej placówki (a także dyrektorem i kierownikiem artystycznym pozbawionego kierownictwa macierzystego w tych pomieszczeniach Teatru Dramatycznego m. Warszawy) 15 kwietnia 1983 mianowano Jana Pawła Gawlika, byłego dyrektora i kierownika artystycznego Starego Teatru w Krakowie, a w latach 1976 - 82 ponadto dyrektora - redaktora naczelnego Teatru Telewizji Polskiej. Ta formalnie podwójna nominacja okazała się w istocie początkiem wycofywania się władz z dotychczasowej, represyjnej wobec oczekiwań środowiska i opinii publicznej polityki. Gawlik przedstawił zasadniczo odmienną, kompromisową koncepcję funkcjonowania i roli teatru. Zgodnie z nią obie niezależnie współistniejące i niekonfliktowe wobec siebie placówki połączono jednym zespołem dyrekcyjno-administracyjnym. Przewidziany uprzednio do likwidacji Teatr Dramatyczny (mimo starań nowego dyrektora osłabiony odejściem szeregu najlepszych wykonawców) w swojej suwerennej postaci pozostał w dotychczasowym miejscu, dzieląc się kilkoma pomieszczeniami z sublokatorem - Teatrem Rzeczypospolitej.
Oficjalna inauguracja Teatru Rzeczypospolitej odbyła się w warszawskim Teatrze Dramatycznym 20 października 1983 prezentacją zaproszonego ze Starego Teatru w Krakowie Wyzwolenia Wyspiańskiego w historycznej reżyserii Konrada Swinarskiego, którego osobie poświęcona była towarzysząca przedstawieniu wystawa. Mimo zapowiedzi bojkotu nowo powstającej sceny cztery kolejne prezentacje tej głośnej w Polsce i poza nią realizacji spotkały się z niezwykle życzliwym przyjęciem.
Jeszcze większym sukcesem nowej sceny w Warszawie, Krakowie, Wielopolu i Rzeszowie – od 1 do 17 grudnia tegoż roku - stało się po raz pierwszy demonstrowane w Polsce (po głośnej światowej prapremierze odbytej przed pół rokiem we Florencji) kolejne po Umarłej klasie wybitne przedstawienie Tadeusza Kantora Wielopole, Wielopole. Pół roku później pokazano (również nieznane w kraju) starsze nieco widowisko tego awangardowego twórcy Gdzie są niegdysiejsze śniegi (1984). Począwszy od jesieni 1983 w różnych miejscowościach rozpoczęła się w miarę wszechstronna i szeroka promocja najwybitniejszych przedstawień tych lat - sygnowanych znaczącymi lub osiągającymi dopiero znaczenie nazwiskami. Nieoczekiwana, biorąc pod uwagę genezę zdarzenia, aprobata coraz liczniejszych zwolenników a niekiedy nawet entuzjastów tej formy upowszechnienia była reakcją na bezstronne i skuteczne propagowanie rzeczywistych wartości ówczesnych scen. W pierwszym sezonie pokazano 16 tytułów dając 55 przedstawień w 25 miastach, w drugim 25 tytułów, a w trzecim 47 tytułów i 124 przedstawienia. Do ważniejszych realizacji tego okresu działalności teatru należy zaliczyć Różę Stefana Żeromskiego w reżyserii Macieja Wojtyszki (1985), owacyjnie przyjętą przez warszawską publiczność. Po pierwszym przedstawieniu decyzją władz politycznych spektakl zdjęto z afisza.
W czerwcu 1985 z obu dyrekcji odszedł rzeczywisty twórca formuły teatru J. P. Gawlik. Rezygnacja była protestem przeciw zamiarowi wprowadzenia do użytkowanych przez Teatr Dramatyczny i Teatr Rzeczypospolitej w PKiN pomieszczeń trzeciej sceny – Teatru Narodowego, pozbawionego zaplecza lokalowego wskutek pożaru. Nowym dyrektorem obu scen został znany m.in. z teatrów w Zielonej Górze, Poznaniu i na Wybrzeżu Marek Okopiński, a po jego odejściu we wrześniu 1988 dyrekcję sceny samego Teatru Rzeczypospolitej przejął wieloletni zastępca ostatnich czterech dyrektorów Teatru Dramatycznego - Mieczysław Marszycki.
Oprócz organizowania gościnnych występów teatrów polskich i zagranicznych w stolicy a także czynnej ich wymiany w kraju w formie wyjazdów zespołów warszawskich do innych miast, w 1987 teatr przejął organizacyjnie wznowione po wieloletniej przerwie Warszawskie Spotkania Teatralne. 20 czerwca 1990 odbyła się ostatnia prezentacja Teatru Rzeczypospolitej w postaci widowiska Lwów semper fidelis z Teatru im. J. Osterwy z Lublina, wedle scenariusza i w reżyserii Andrzeja Rozhina. Teatr zakończył działalność 31 grudnia 1990.
Najpełniejszy indeks siedmioletniej - artystycznej i upowszechnieniowej działalności Teatru Rzeczypospolitej – łącznie z pełnym jego repertuarem – zamieszczono w rocznikach „Almanachu Sceny Polskiej”. Oprócz wymienionych powyżej, do bardziej znanych prezentujących swoje spektakle reżyserów należy zaliczyć m.in. Mikołaja Grabowskiego, Stanisława Hebanowskiego, Ryszarda Majora, Tadeusza Minca, Macieja Prusa, Janusza Wiśniewskiego, Jerzego Zegalskiego. W podstawowy nurt jego działalności włączyło się 69 teatrów z całej Polski, obejmowała ona swoim zasięgiem 71 miejscowości; zaprezentowano 939 przedstawień, które obejrzało 339 tys. widzów. W ostatnich latach działalności grano ok. 140 przedstawień rocznie, w zdecydowanej większości prezentujących wysoką wartość artystyczną.
W październiku 1990 w dzienniku „Rzeczpospolita” o postawionej już w stan likwidacji placówce tak pisał Jacek Lutomski: „W miarę upływu lat (…) opadł całkowicie sztafaż i okazjonalno-świąteczny charakter tej instytucji. Rosła natomiast jej pozycja w terenie i to nie tylko dlatego, że dawała pieniądze. W ślad za nimi szły gwarancje niezłego poziomu artystycznego. Ba, rozpoczęły się różnego rodzaju naciski z tzw. prowincji, aby jednemu czy drugiemu spektaklowi pozwolić pod szyldem Teatru Rzeczypospolitej podróżować po Polsce. (…) Dość powiedzieć, że wszystkie ostatnie krajowe wojaże Tadeusza Kantora odbywały się w ramach Teatru Rzeczypospolitej (bardzo zresztą chwalonego przez Mistrza). Pod jego - Teatru tego - auspicjami odbywały się ponadto warszawskie i międzynarodowe spotkania teatralne. Rejestr twórców i spektakli, choć nie tu miejsce na jego przedstawienie, jest naprawdę imponujący”.